# 富山インターチェンジ
富山インターチェンジ（とやまインターチェンジ）は、富山県富山市黒崎にある北陸自動車道のインターチェンジである。
富山空港が近く、インター西側の神通川橋付近では滑走路の延長上に本線が交差しているため、橋の両端部には「わき見注意 航空機通過」という注意標識が設置されている。

## 歴史
- 1972年（昭和47年）3月28日 - 用地買収調印[8]。
- 1975年（昭和50年）10月4日 - 小杉IC - 富山IC間の開通に伴い[9][10]、供用開始[1][2][3]。
- 1980年（昭和55年）12月19日 - 富山IC - 滑川IC間が開通[1][11][12][13]。

## 道路
- E8 北陸自動車道（22番）
- 接続する道路：国道41号[5]

## 料金所
- ブース数：8

### 入口
- ブース数：3
  - ETC専用：1
  - ETC・一般：1
  - 一般：1

### 出口
- ブース数：5
  - ETC専用：2
  - 一般：3

## 周辺
- 富山地方鉄道上滝線 上堀駅・朝菜町駅
- 富山空港
- 富山市民病院
- 富山産業展示館（テクノホール）
- 富山県総合運動公園
- ますのすしミュージアム

## 隣
E8 北陸自動車道
(21-1)富山西IC - (22)富山IC - (22-1)流杉PA/SIC - (23)立山IC